# Oscar Ruggeri
Oscar Alfredo Ruggeri, mais conhecido como Oscar Ruggeri (Rosario, 26 de Janeiro de 1962) é um ex-futebolista e técnico de futebol argentino, sendo apelidado de "El Cabezon", Ruggeri foi um dos melhores zagueiros da Argentina e um dos poucos a ter sucesso nos três grandes clubes de Buenos Aires: Boca Juniors, River Plate e San Lorenzo. Ele também foi campeão no Real Madrid e América do México. Em 1991 foi eleito Melhor Jogador sul-americano.

## Carreira

### Clubes
Ruggeri começou sua carreira no Boca Juniors, jogando com Diego Maradona, com quem ele ganhou um título da liga em 1981. Em 1985 mudou-se para o rival River Plate, onde conquistou a Copa Libertadores, a Copa Intercontinental e um outro título da liga em 1986. Em 1988 partiu para a Europa, onde jogou por clubes espanhóis Logroñés e Real Madrid, onde ganhou ainda um outro campeonato da liga. Ele também jogou no Vélez Sársfield, Ancona, na Itália, América do México, San Lorenzo e Lanús, onde encerrou sua carreira.

### Seleção Argentina
Durante sua carreira, ele representou seu país em três Copas do Mundo, sendo capitão da Argentina nos dois últimos jogos da competição de 1994, depois de Diego Maradona ser expulso do torneio. Ruggeri foi também uma peça-chave na equipe Argentina que ganhou o troféu em 1986 e perdeu a final para a Alemanha Ocidental em 1990.
Depois de perder para a Roménia na Copa de 1994, Ruggeri se aposentou do futebol internacional, tendo jogado 97 jogos internacionais, um recorde da Argentina, até que foi ultrapassado por Diego Simeone. Ruggeri jogou em 21 jogos da Copa América, um recorde nacional que divide com José Salomón.

## Títulos como jogador

### Seleção Argentina
- Copa do Mundo 1986
- Copas América 1991 e 1993
- Copa das Confederações de 1992

### Boca Juniors
- Liga argentina 1981

### River Plate
- Liga argentina 1985/86
- Copa Libertadores de América 1986
- Taça Intercontinental 1986
- Copa Interamericana 1986

### Real Madrid
- La Liga de 1990

### América de México
- Copa de Campeões da Concacaf 1992

### San Lorenzo
- Clausura 1995